# Belodontichthys truncatus
Belodontichthys truncatus es una especie de peces de la familia Siluridae en el orden de los Siluriformes.

## Morfología
• Los machos pueden llegar alcanzar los 60 cm de longitud total.

## Alimentación
Come peces (por ejemplo, del  género  Henicorhynchus ).

## Hábitat
Es un pez de agua dulce y de clima tropical.

## Distribución geográfica
Se encuentran en Asia:  cuencas de los ríos Chao Phraya y Mekong en Tailandia, Laos, Camboya y el Vietnam.

## Uso comercial
Se comercializa fresco, secado o en salazón.